# The Way to Perfection

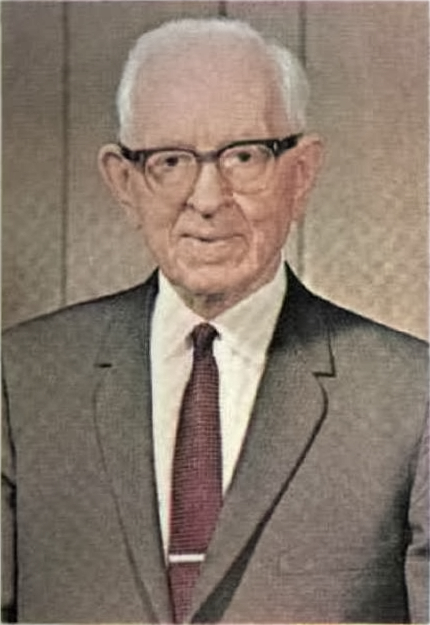
Joseph Fielding Smith, autor książki

The Way to Perfection: Short Discourses on Gospel Themes Dedicated to All Who Are Interested in the Redemption of the Living and the Dead, znana jako The Way to Perfection – książka autorstwa Josepha Fieldinga Smitha opublikowana po raz pierwszy w 1931. Oficjalna publikacja Kościoła Jezusa Chrystusa Świętych w Dniach Ostatnich, dostarczyła najpełniejszej wykładni jego nauk w kwestiach rasowych. Cieszyła się znaczną popularnością, doczekała się osiemnastu wydań oraz tłumaczeń na sześć języków. Znana z rasistowskiego języka, zwłaszcza wobec osób afrykańskiego pochodzenia, została ostatecznie wycofana ze sprzedaży w 2018.

## Tło
Ukazała się nakładem Towarzystwa Genealogicznego Utah w Salt Lake City. Jej autor był w owym czasie członkiem Kworum Dwunastu Apostołów, jak również oficjalnym historykiem Kościoła Jezusa Chrystusa Świętych w Dniach Ostatnich. Od 1970 do swojej śmierci w 1972 posługiwał natomiast jako prezydent Kościoła. Została pomyślana jako zbiór krótkich rozpraw o tematyce doktrynalnej, w istocie stanowi jednak całkowicie oryginalną i wewnętrznie spójną niezależną kompozycję. Liczy 365 stron.

## Treść
Napisana zasadniczo jako kurs genealogiczny, mogła być jednak wykorzystywana jako podręcznik podczas zajęć kościelnych wykraczających swą tematyką poza historię rodziny. Skupia się na historii ludzkości od momentu stworzenia połączonej z podstawami ewangelii. Odnosi te tematy do pracy wykonywanej w mormońskich świątyniach. Nakreśla drogę prowadzącą świętych w dniach ostatnich do wywyższenia. Stara się też wezwać wiernych do większej aktywności w badaniach genealogicznych. Obowiązek ich przeprowadzania wiąże bezpośrednio z wieczną naturą oraz wieczystą strukturą rodziny.
W zarysowywaniu mormońskiej teologii rodziny sięga do jej aspektów budzących znaczne kontrowersje. Próbuje ją usystematyzować i uczynić bardziej spójną. Opiera się przy tym na i stale odwołuje się do tradycji teologicznej świętych w dniach ostatnich, sięgającej nieomal czasów założenia Kościoła.
Opowiada się jednoznacznie i wyraziście za wyłączeniem wiernych o afrykańskim pochodzeniu od błogosławieństw świątynnych, wspierając ówczesną politykę zakazującą im wstępu do świątyń. Podtrzymuje słuszność praktyki niewyświęcania osób wywodzących się z Afryki do kapłaństwa. Uznaje ich jednoznacznie za przedstawicieli gorszej rasy oraz określa mianem nieszczęśników. W tym też właśnie kontekście wspomina o rzekomo ciążącej na osobach czarnoskórych klątwie Kaina. Nie znajdując biblijnego uzasadnienia na powiązanie współczesnych sobie Afroamerykanów i Afrykańczyków z przeklętym nasieniem Kaina, książka odnajduje kanoniczne usprawiedliwienie tej nauki w Perle Wielkiej Wartości oraz kazaniach Josepha Smitha. 
Rasistowska perspektywa na prawo do kapłaństwa nie jest jedynym przejawem rasistowskich przekonań wyrażonych w książce. Smith, odwołując się do mormońskich poglądów na temat preegzystencji, powiela przekonanie o istnieniu hierarchicznie uszeregowanych, zróżnicowanych linii rodowych. Miejsce konkretnej linii w życiu doczesnym, w tym jej kolor skóry czy poziom jej inteligencji, ma być zdeterminowany przez jej godność oraz wierność przymierzom przed przyjściem na świat. Linie rodowe osób czarnoskórych miały wykluczać uczestnictwo w przymierzach z Bogiem poprzez swój brak związku z Abrahamem oraz pochodzenie od Chama, syna Noego.
Ta sama logika, mieszająca fizyczne różnice między ludźmi z ich duchowością, pozwoliła autorowi dojść do wniosku o szczególnym miejscu świętych w dniach ostatnich. Mieli oni dzięki swemu przedśmiertnemu posłuszeństwu być wyjątkową rasą o szczególnych prawach i szczególnych obowiązkach, oddzieloną od innych, mniej posłusznych i mniej pobożnych grup ludzi. Paradoksalnie Smith opowiada się za dopuszczeniem Afrykańczyków i osób afrykańskiego pochodzenia do chrztu. Na kartach swojej książki wyraża się jednak bardzo zdawkowo na temat ich miejsca i zadań w Kościele.
Dodatkowo książka dostarcza uzasadnienia rasistowskich ograniczeń obrzędowych, które swym zasięgiem wykraczają poza sam tylko kanon pism świętych. Odnosi się do dyskusji na ten temat toczących się w ścisłym kierownictwie mormońskim od dekad i próbuje pogodzić obecne w tychże dyskusjach sprzeczne stanowiska. Czyni to poprzez sformułowanie tak zwanej hipotezy o preegzystencji. Stwierdza w niej, że pozbawienie czarnoskórych wiernych prawa do posiadania kapłaństwa rzeczywiście było efektem grzechów popełnionych w życiu przedśmiertnym. Nie były to jednak grzechy na tyle ciężkie i poważne, by zasługiwać na karę wymierzoną szatanowi i jego zwolennikom. Nie były też na tyle ciężkie, by wiernego pozbawić wrodzonej niewinności przed obliczem Bożym, z którą przychodzi się na świat.

## Popularność
Stanowi jedną z najpopularniejszych prac w dorobku Smitha, ustępując jedynie Essentials in Church History (1922) oraz Teachings of the Prophet Joseph Smith (1938). Zaliczana do klasyków literatury mormońskiej. Doczekała się łącznie osiemnastu wydań, honoraria autorskie z niej wynikające były wypłacane nawet po śmierci jej twórcy. Ze sprzedaży w formie fizycznej została wycofana w 1990, aż do 2018 można ją było nabyć w formie cyfrowej. Doczekała się tłumaczeń na niemiecki, niderlandzki, francuski, portugalski, fiński i japoński.

## Znaczenie
Była oficjalną publikacją kościelną, ukazała się za przyzwoleniem Pierwszego Prezydium. Jako taka szybko stała się źródłem oficjalnej wykładni nauk Kościoła w kwestiach rasowych, systematyzując je po raz pierwszy w mormońskiej historii. Pozostaje zresztą najbardziej kompleksowym opracowaniem tegoż zagadnienia opublikowanym przez członka władz naczelnych wspólnoty. 
Bezpośrednio wpłynęła na życie religijne świętych w różnych częściach świata, daleko poza Ameryką Północną czy Afryką. Aż do lat 50. XX wieku patriarchowie udzielający błogosławieństw patriarchalnych nie otrzymali jasnych wytycznych co do tego w jaki sposób ogłaszać rodowód wiernego należącego do opisywanej w niej nieuprzywilejowanej linii rodowej. Dotknęło to w szczególności rdzennych mieszkańców Australii, Fidżyjczyków czy część ludności Filipin. Nierzadko prowadziło to do pominięcia tej części błogosławieństwa w ogóle. Błogosławieństwo patriarchalne jest w mormońskiej tradycji świętym tekstem zawierającym pouczenia i obietnice dla godnego ich wiernego. Ma naśladować błogosławieństwa, którymi starotestamentalny Jakub obdarzył swych synów. Pominięcie rodowodu czyni je zatem wyraźnie niekompletnym i nie daje dostępu do związanych z nim wieczystych błogosławieństw.
Posłużyła za podstawę wydanego w 1949 oświadczenia Pierwszego Prezydium, w którym uznano, że zakaz posiadania kapłaństwa przez osoby o afrykańskich korzeniach wynika wprost z Bożego nakazu. Przyczyniła się do popularyzacji tak rasistowskich nauk, jak i wynikających zeń rasistowskich praktyk wśród aktywnych świętych w dniach ostatnich. Wspomogła przetrwanie ograniczeń dostępu do kapłaństwa, opóźniając ich ostateczne zniesienie prawdopodobnie o kilka dekad.